# Insatiable (álbum)
Insatiable es el álbum debut de la cantante irlandesa, compositora y miembro de Girls Aloud,
Nadine Coyle. El álbum fue lanzado el 8 de noviembre de 2010 a por Black Pen Records, un sello discográfico formado por Coyle, en colaboración con la cadena británica de supermercados Tesco.

## Antecedentes y concepción
Nadine había hecho parte del grupo pop británico Girls Aloud por siete años pero en el 2008 la banda decidió tomar un descanso, y Cole anunció que lanzaría su carrera como solista en dicho descanso. En mayo de 2009, Coyle anunció que había firmado un acuerdo de publicitario con EMI. además en Late Late Show en una entrevista con Pat Kenny Cole dijo "Estoy escribiendo canciones con un estilo distinto a Girls Aloud, así que haré eso luego de Girls Aloud,[...]Tengo un montón de material y cosas por hacer, pero sólo cuando sea el momento saldrá hay que hacer las cosas bien." Una vez Cole empezó a trabajar contrato ah Barbara Charone quien ha trabajado en publicidad con artistas como Madonna y Christina Aguilera, además contrato como su representante a Garfield Bruce.
A pesar de que grandes discográficas Británicas y Estadounidenses querían firmar con Nadine, ninguna llegó a un acuerdo con ella, al parecer porque Nadine no quería hacer un disco 100% pop, así que de no encontrar una discográfica seguiría con Polydor Records quien representa a Girls Aloud. En abril del 2010 se confirmó que llegó a un acuerdo con Geffen Records. pero dicho acuerdo se canceló, finalmente en agosto del 2010 Nadine llegó a un acuerdo con la marca afiliada a los supermercados tesco creando una nueva discográfica independiente llamada Black Pen Records imprint.

## Grabación
Nadine grabó el álbum en Londres, Los Ángeles, Malibú, y Estocolmo En la grabación y composición del disco Cole trabajó con una serie de compositores y productores reconocidos como Desmond Child, Guy Chambers, Mike Elizondo, Steve Booker, Toby Gad, Tony Kanal y Ricci Riccardi. Además trabajo con Lucie Silvas, Matchbox Twenty's Kyle Cook, William Orbit, y Tiesto. En varias entrevistas Cole dijo que muchas de las canciones las había escrito en su apartamento en Londres y ensayaba como sonarían vocalmente antes de llevarlas donde un productor. Acostumbrada a la acústica de su casa algunas canciones fueron grabadas en su baño. Además muchas canciones fueron pre-producías por ella ya que utilizó GarageBand y luego se las presentó a Booker para trabajarlas un poco más y grabarlas en un estudio profesional. a pesar de las influencias por otro ritmos Booker cataloga el álbum como "muy pop" además dijo que había trabajado mucho en destacar un poco más la voz de Nadine. a esto Cole agregó "nunca había trabajado notas tan grandes con Girls Aloud" en febrero de 2010 Nadine reveló que trabajaría en unas canciones extras para que el público tenga más opciones.

## Estilo musical
De acuerdo con el comunicado de prensa oficial, el álbum tiene influencia de jazz y soul "Las influencia van desde los 80's pasando por el noughties vía Motown y elegante soul, un éxtasis de baladas y lo más importante una inyección de Tina Turner resqueva-va-voooom".

## Lista de canciones
- Publicada por Tesco en septiembre de 2010.[18]

| N.º | Título                           | Escritor(es)                                       | Productor(es)  | Duración |  |
| 1.  | «Runnin'»                        | Nadine Coyle, Julian Bunetta, Ruth-Anne Cunningham | Bunetta        | 4:05     |  |
| 2.  | «Put Your Hands Up»              | Coyle, Arnthor Birgisson                           | Birgisson      | 3:45     |  |
| 3.  | «Chained»                        | Coyle, Ricci Riccardi, Gareth Owen                 | Riccardi       | 3:59     |  |
| 4.  | «Insatiable»                     | Coyle, Guy Chambers                                | Riccardi       | 3:07     |  |
| 5.  | «Red Light»                      | Coyle, Steve Booker, Riccardi, Owen                | Riccardi       | 4:11     |  |
| 6.  | «My Sexy Love Affair»            | Coyle, Toby Gad                                    | Gad            | 4:06     |  |
| 7.  | «Lullaby»                        | Coyle, Alex Cantrell, Louis Bell                   | Cantrell, Bell | 3:13     |  |
| 8.  | «You Are the One»                | Coyle, Gad                                         | Gad            | 4:06     |  |
| 9.  | «Natural»                        | Coyle, Guy Chambers                                | Chambers       | 3:36     |  |
| 10. | «Raw»                            | Coyle, Guy Chambers                                | Riccardi       | 3:44     |  |
| 11. | «Rumors»                         | Coyle, Alex James, Andreas Romdhane, Josef Larossi | Quiz & Larossi | 3:52     |  |
| 12. | «Unbroken»                       | Coyle, Booker                                      | William Orbit  | 5:04     |  |
| 13. | «I'll Make a Man Out of You Yet» | Coyle                                              | Riccardi       | 4:16     |  |

## Posiciones
| País (2010)    | Posición |
| -------------- | -------- |
| Irish Chart    | 20       |
| UK Chart       | 47       |
| UK Chart Indie | 4        |